# Makoenda
Makoenda is het tiende album uit de stripreeks Jugurtha van de Belgische tekenaar Franz Drappier en schrijver Jean-Luc Vernal. Het album werd in 1983 voor het eerst in het Nederlandse taalgebied uitgebracht. In 1984 werd het album herdrukt.

## Verhaal
Na de val van de grote tovenaarszebra in het vorige deel gaat het avontuur verder in Makoenda. Nu de slavinnen zijn bevrijd, worden de vuren die de Kaus en Kirdis op een afstand houden nachts niet meer onderhouden. De Wabi-Chibele besluiten dat het op een veldslag aan te laten komen. Maar wie gaat het leger aanvoeren? De mysterieuze Makoenda beslist dat het Jugurtha wordt. De grote Tovenaarszebra heeft hele andere plannen en gebruikt de mooie Griekse slavin Riella om Jugurtha te betoveren.